# Пелагіаль

Діаграма глибинних шарів пелагіалі

Пелагі́чна зо́на або пелагіаль — екологічна зона моря або океану, що не межує з дном. Слово «пелагічна» походить від грец. πέλαγος або pélagos — «відкрите море». Ця зона займає 1,37 млрд км3 моря і глибини до 11 км. Пелагічна зона протиставляється бентальній (що включає ґрунт моря) та демерсальній (що знаходиться безпосередньо над ґрунтом) зонам біля дна моря та літоральній зоні біля узбережжя. Організми, що мешкають у пелагічній зоні, також називаються пелагічними, наприклад пелагічні риби.
Якщо пелагічна зона розглядається в термінах уявної водяної колони, вона простягається від поверхні до майже дна моря, як це показано на діаграмі. Умови досить істотно змінюються із глибиною, зокрема тиск зростає, а кількість світла зменшується. Залежно від глибини пелагічна зона підрозділяється на кілька менших шарів.